# Serge Temoff
Serge Temoff est un acteur américain né le 11 novembre 1901 à Harbin (Chine), et mort le 1er septembre 1995 à Rancho Cordova, en Californie.

## Biographie
Serge Temoff, russe, né dans la ville chinoise de Harbin en 1901. Fils d’un commerçant de fourrures qui avait déménagé avec sa famille de Moscou à Harbin.
Serge était un danseur de ballet de formation. Il a travaillé avec l'Opéra de Moscou en 1916 et est devenu soliste au Maryinsky. 
Pendant la révolution bolchevique de 1917, il servit dans l'armée blanche du général Koltchak (ses deux frères moururent dans le conflit) et dut finalement fuir à travers la Sibérie jusqu'en Chine et de là en Amérique où il rejoignit la compagnie de tournée d'Anna Pavlova. 
The Devil Dancer fut son premier rôle d'acteur en 1927 où il apparut aux côtés de Gilda Grey, Clive Brook et Anna May Wong. Il avait rejoint les studios Goldwyn en tant que professeur de danse mais Sam Goldwyn lui-même l'aurait repéré et lui aurait ordonné de jouer des rôles d'acteur dans des films. Goldwyn aimait les grands yeux de Temoff et croyait voir vingt ans de souffrance sur son visage.

## Filmographie sélective
- 1927 : The Devil Dancer de Fred Niblo
- 1928 : Tempête (Tempest) de Sam Taylor, Lewis Milestone et Viktor Tourjanski
- 1928 : Cléopâtre (Cleopatra) de R. William Neill
- 1928 : The Woman Disputed de Henry King et Sam Taylor
- 1928 : Tyrant of Red Gulch (en) de Robert De Lacey
- 1934 : Le capitaine déteste la mer (The Captain Hates the Sea) de Lewis Milestone
- 1934 : Résurrection (We Live Again) de Rouben Mamoulian